# Молдавско-шведские отношения
Молдавско-шведские отношения — двусторонние международные отношения между Молдавией и Швецией. У Молдавии есть посольство в Стокгольме. У Швеции есть посольство в Кишинёве.
Обе страны являются членами Совета Европы и Организации по безопасности и сотрудничеству в Европе.

## Шведская поддержка
Швеция является одним из основных доноров Молдавии. С 1996 года Швеция обеспечила Молдавию технически поддержкой на сумму в 30 млн долларов США, что значительно помогло укрепить такие сферы как: защита прав человека, демократия, качество государственного управления, публичная медицина, образование, сельское хозяйство, энергетика, инфраструктура, транспорт и частный сектор. Большинство из этой помощи было предоставлено через Шведское агентство сотрудничества по международному развитию.
В 2007 году правительство Швеции установило стратегию на 2007—2010 годы по сотрудничеству с Молдавией, которая предусматривала 11 млн евро финансовой помощи ежегодно для таких трех секторов, как: качество государственного управления, укрепление конкурентоспособности в сельской местности и уменьшения уязвимости сферы энергетики.